# The Amityville Asylum
The Amityville Asylum es una película de terror directamente para vídeo de 2013 y la décima película basada en The Amityville Horror. La película sigue la tendencia de las secuelas que tienen poco o nada que ver con los acontecimientos en el libro, limitándose a utilizar la ubicación y los asesinatos DeFeo como un punto más de la trama. La película se centra en torno a un instituto mental que se ha construido en el 112 de Ocean Avenue, el lugar de los asesinatos de Amityville que fue derribado dos años antes, y en una mujer llamada Lisa que ha conseguido un trabajo de limpiadora por las noches en la institución y empieza a tener experiencias paranormales durante su turno.

## Argumento
Lisa Templeton empieza un nuevo trabajo como limpiadora en el Hospital High Hopes, una institución mental en Amityville, Long Island. Inicialmente encantada por el trabajo, Lisa se da cuenta de que no todo es como parece. Intimidada por el personal y las psicóticas divagaciones de los pacientes, se siente aún más desconcertada por los aparentes sucesos sobrenaturales ocurridos en el turno de noche. Para preservar su cordura, Lisa debe descubrir la misteriosa historia de la institución y de sus internos. Pero la verdad es mucho más aterradora de lo que jamás hubiera imaginado.

## Reparto
- Sophia Del Pizzo como Lisa Templeton.
- Sarah Louise Madison como Allison.
- Eileen Daly como Sadie Krenwinkel.
- Kenton Hall como Pemberton.
- Lee Bane como Delaney.
- Matthew Batte como Dennis Palmer.
- Paul Kelleher como Hardcastle.
- Jared Morgan como Doctor Elliot Mixter.
- Andy Evason como Atkins.
- Liam Hobbs como Interno #3.
- Robert Graham como Doctor #1.
- Sean Robinson como Interno.
- Carwyn John como Interno #2.
- Judith Haley como Sra. Hardesty
- Ina Marie Smith como Nancy.

## Producción
El asesinato de la familia DeFeo por Ronald DeFeo, Jr. no es la única referencia de la vida real en la película. Los internos de la institución mental de Amityville también están vagamente basados en casos reales. La historia de fondo para el personaje de Sadie Krenwinkel se basa en los crímenes de los miembros de la familia Manson, Susan Atkins y Patricia Krenwinkel. El asesinato representado en la película por el personaje de Dennis Palmer se basa en el criminal británico Robert Maudsley, que espantosamente asesinó a sus compañeros reclusos en la prisión de Wakefield.
Aunque la producción incluyó material de exteriores filmado en los EE. UU. y presentó una serie de actores estadounidenses en el elenco, los interiores de la película se rodaron en localizaciones del Reino Unido - Gower College en Swansea y en el Hospital de St. David en Carmarthen. El rodaje tomó 11 días.

## Distribución
La película fue lanzada en DVD en el Reino Unido por 4Digital Media y alcanzó el número 1 en los nuevos lanzamientos gráficos de HMV. En América del Norte fue distribuida por Hannover House.